# Arms Around Your Love
«Arms Around Your Love» es el tercer sencillo del segundo disco de Chris Cornell, Carry On.

## Lanzamiento y recepción
"Arms Around Your Love" fue lanzado en el verano de 2007. Fue compuesto por el líder de OneRepublic, Ryan Tedder y se convirtió en un éxito menor en el Reino Unido, donde se ubicó en el n.º 177. El vídeo fue lanzado en Canadá, estrenándose a través de MuchMoreMusic.
"Arms Around Your Love" es un buen ejemplo del sonido de Chris Cornell, y muchas otras canciones de Carry On, esto se trata de amor.

## Lista de canciones
1. «Arms Around Your Love»	  3:35
2. «Thank You»    4:47

## Lista
| Año  | Lista            | Mejor posición |
| ---- | ---------------- | -------------- |
| 2007 | UK Singles Chart | 177            |